# Divisa del Ristre

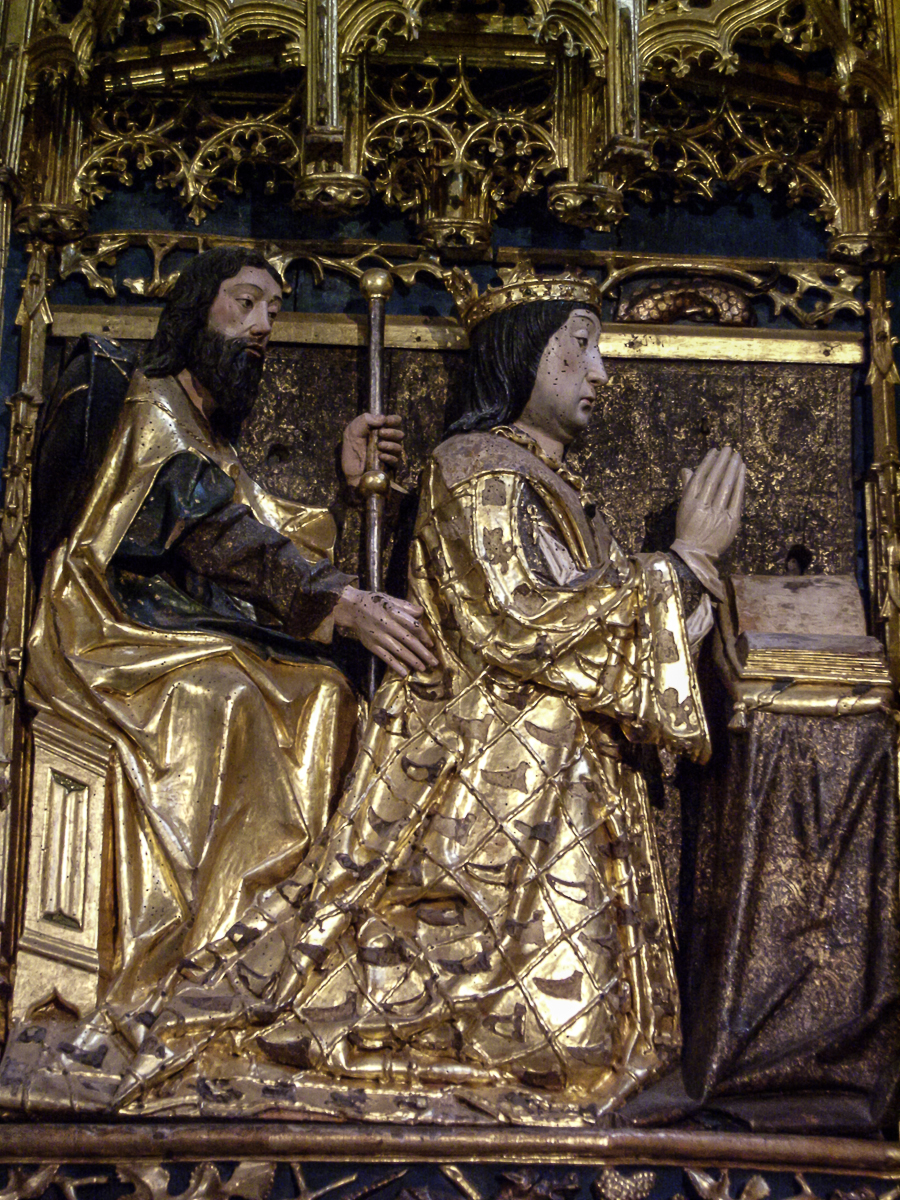
Efigie orante de Juan II de Castilla con el manto del Ristre, en el retablo mayor de la Cartuja de Miraflores.

La divisa del Ristre fue un emblema o divisa real adoptada por el monarca Juan II de Castilla, que junto a la Orden de la Banda y a la Orden de la Escama, se convirtieron en los principales símbolos de identidad de su reinado.
Su creación debe atribuirse al condestable Álvaro de Luna, y no se trató de una orden de caballería, sino solo de un signo exclusivo del monarca, que su hija Isabel la Católica utilizó después en algunas fundaciones regias iniciadas por su padre.

## Historia
En los primeros años de vida del monarca, el infante Fernando de Antequera debió crear la Orden de la Escama como guardia personal del niño, y con el objetivo de la unión dinástica de la Casa de Trastamara, convirtiéndose en la principal divisa del reinado de Juan II. Pero con el regreso a la corte de Álvaro de Luna en 1428, y su política para expulsar del reino a los infantes de Aragón, propulsó el resurgimiento de la Orden de la Banda, y creó una nueva divisa regia que hiciese sombra a la Escama: el Ristre, que se convirtió en un símbolo de la política antiaragonesa.
La primera referencia a la divisa es de 1429, cuando ya figuraba en el estandarte de las tropas de Juan II que arrebataron el castillo de Peñafiel durante el conflicto con Alfonso V de Aragón. Dispuso de un heraldo regio llamado del Ristre.

## Representaciones
Su nombre hace referencia al ristre, el hierro que llevaban los petos de las armaduras para encajar la lanza, y se representó tanto inserta en el campo de los escudos de armas (en campo de gules, el ristre de oro), como de adorno exterior de las armas reales. En ocasiones lo encontramos de forma individual, pero la divisa aparece también como un gran collar de eslabones de oro, del que cuelgan tres ristres.
Desde su creación, Juan II ordenó que fuese representado en todo tipo de objetos y edificios: pendones, monedas, enseres palatinos y fundaciones regias. Dentro de las representaciones que se conservan, destacan en las que la divisa es portada por el propio Juan II. Así aparece su sepulcro de la Cartuja de Miraflores (Burgos), vistiendo el collar, y en la efigie orante del retablo mayor del templo, donde lo encontramos con un manto dorado sembrado de ristres, junto a su patrón, el apóstol Santiago, obra de Gil de Siloé y Diego de la Cruz entre 1496 y 1499. En la moneda denominada Gran Dobla, con valor de 20 doblas acuñada en 1430, aparece un grabado ecuestre del monarca, con la gualdrapa del caballo, también sembrada de ristres.
En lo que se refiere al armorial real, lo encontramos incluido en el escudo de la reina Isabel de Portugal, que preside la portada de la Cartuja de Miraflores, que está sostenido por seis ristres. También está incluido en el monasterio de santa Clara de Tordesillas (Valladolid), donde aparece en el artesonado de la capilla mayor y en las claves de la bóveda de crucería del altar mayor del coro largo, así como en santa María del Paular (Segovia), donde flanquean el escudo de la Banda en las rejas del coro, y en la arquería del claustro.
|                                                                                           |
| Efigie yacente de Juan II en su sepulcro, donde es representado con el collar del Ristre. |

|                                                                                          |
| Retrato decimonónico de Juan II de Castilla, en el que aparece con el collar del Ristre. |

|                                                                                |
| Portada de la Cartuja de Miraflores, donde los escudos se sujetan con ristres. |

|                                                                   |
| Bóveda de santa Clara de Tordesillas, donde aparecen los ristres. |